# Peter Klassen (Bildhauer)

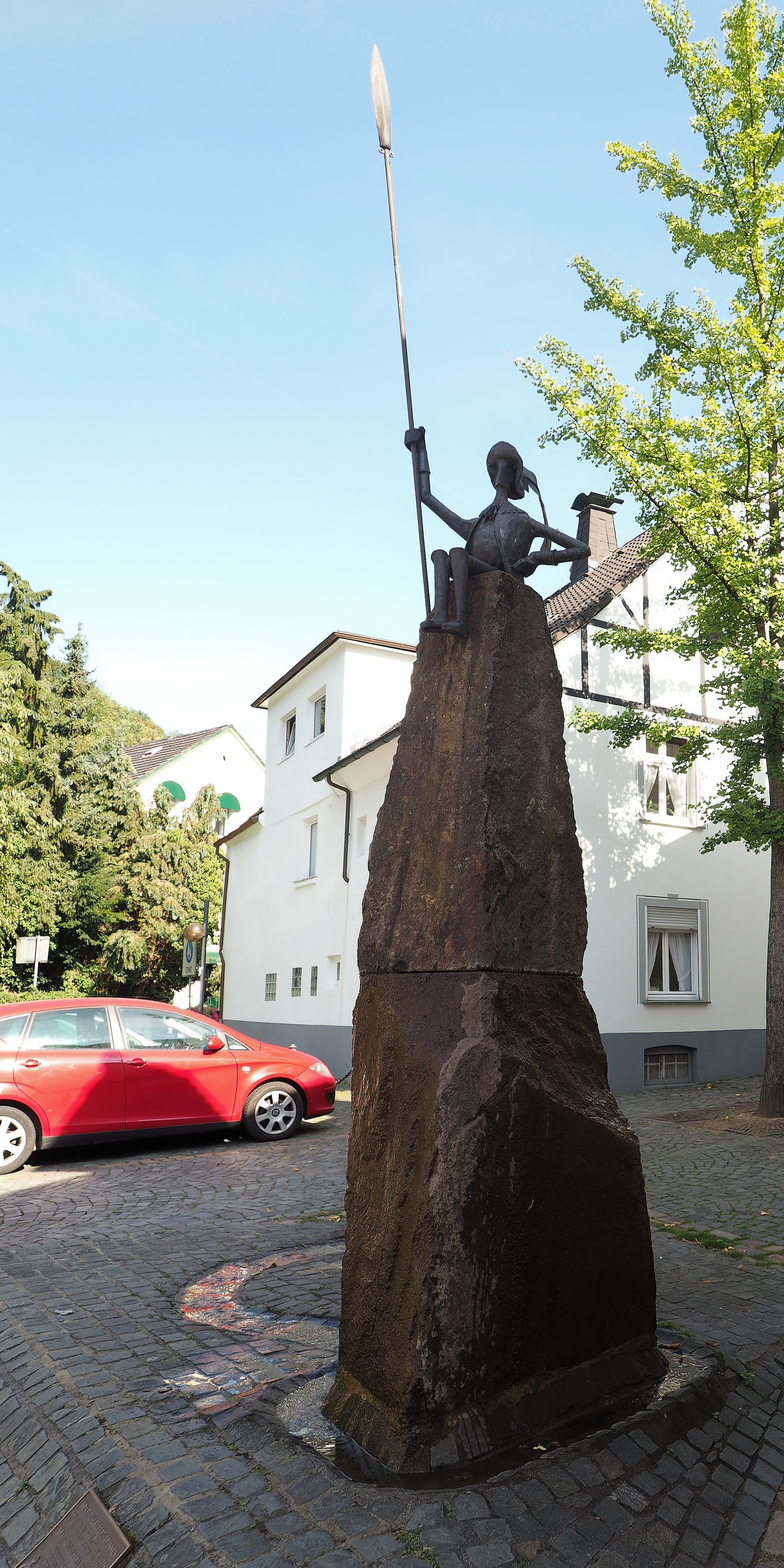
Brunnen-Skulptur am Graf-Engelbert-Platz, Plettenberg

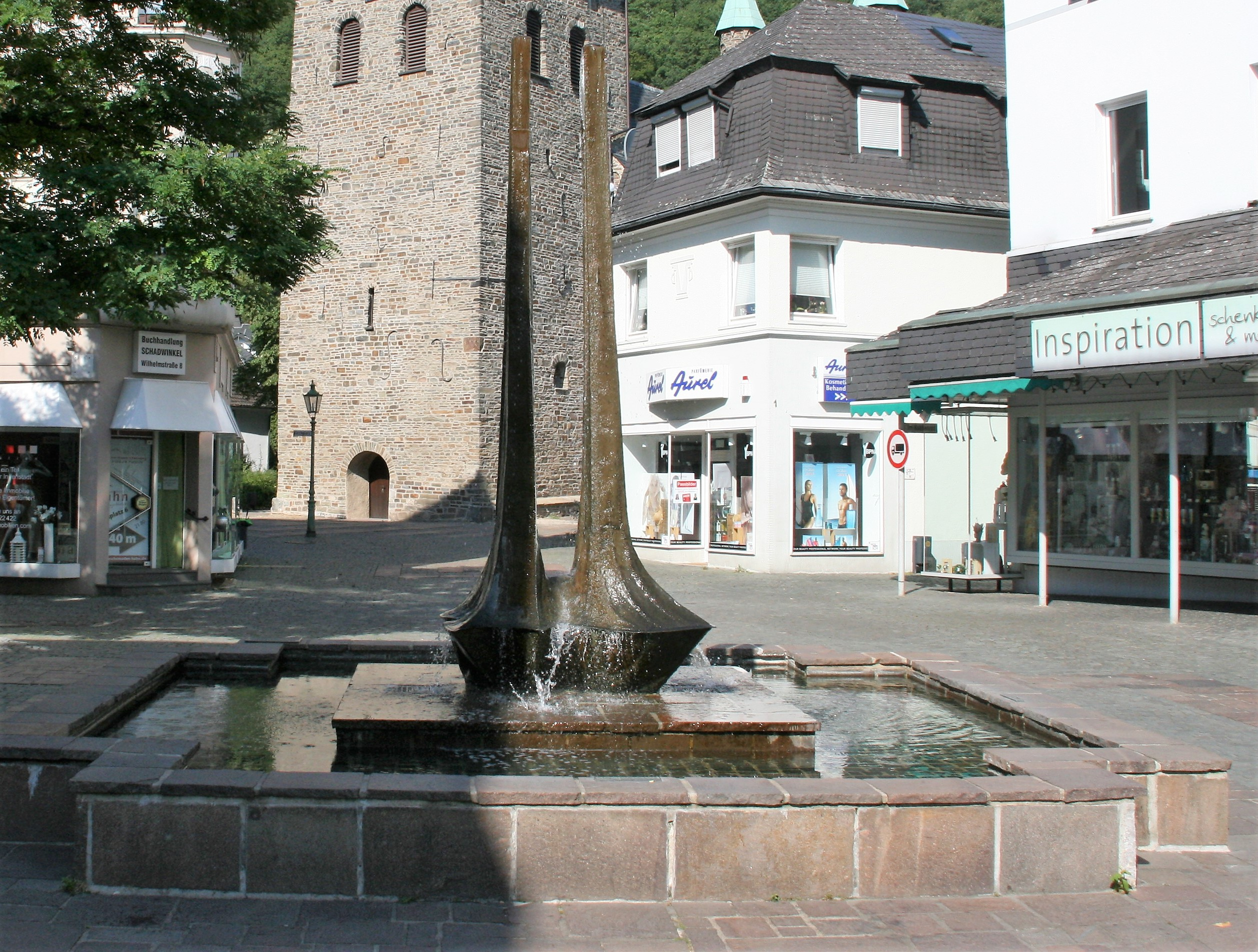
Vier-Täler-Brunnen am Obertor, Plettenberg

Peter Klassen (* 24. Oktober 1935 in Holthausen; † 25. Dezember 2008 in Guingamp) war ein deutscher Bildhauer aus Plettenberg-Holthausen.

## Vita
Nach seiner Schulzeit in Holthausen traf er in seiner Studienzeit auf seinen Mentor, den Graveurmeister Heinrich Höfer, der ihm die handwerklichen Fähigkeiten vermittelte. Seine bildhauerischen Werke Anfang der 1960er-Jahre wurden prämiert, so etwa mit dem Preis des CVJM Westbundes 1960 und 1963 mit dem Landespreis des Kuratouriums 'Unteilbares Deutschland'  in Münster. Seine Werke entstanden jedoch bis 1974 nebenberuflich; erst Mitte 1974 betätigte er sich ausschließlich als freischaffender Künstler. Zeitweise richtete er sich in Tirol eine zweite Werkstatt ein. Erfolgreiche Ausstellungen absolvierte er 1975 in der Galerie am Dom in Innsbruck sowie 1976 in der Volksbank Plettenberg.
Er war verheiratet mit der Galeristin Lieselotte Klassen. Peter Klassen war auch Gründer des Kulturfördervereins Werkstatt Plettenberg.
Im Jahr 2001 zog er sich von Plettenberg in seine neue Wahlheimat in der Bretagne zurück und verbrachte dort seine letzten acht Lebensjahre.

## Werke

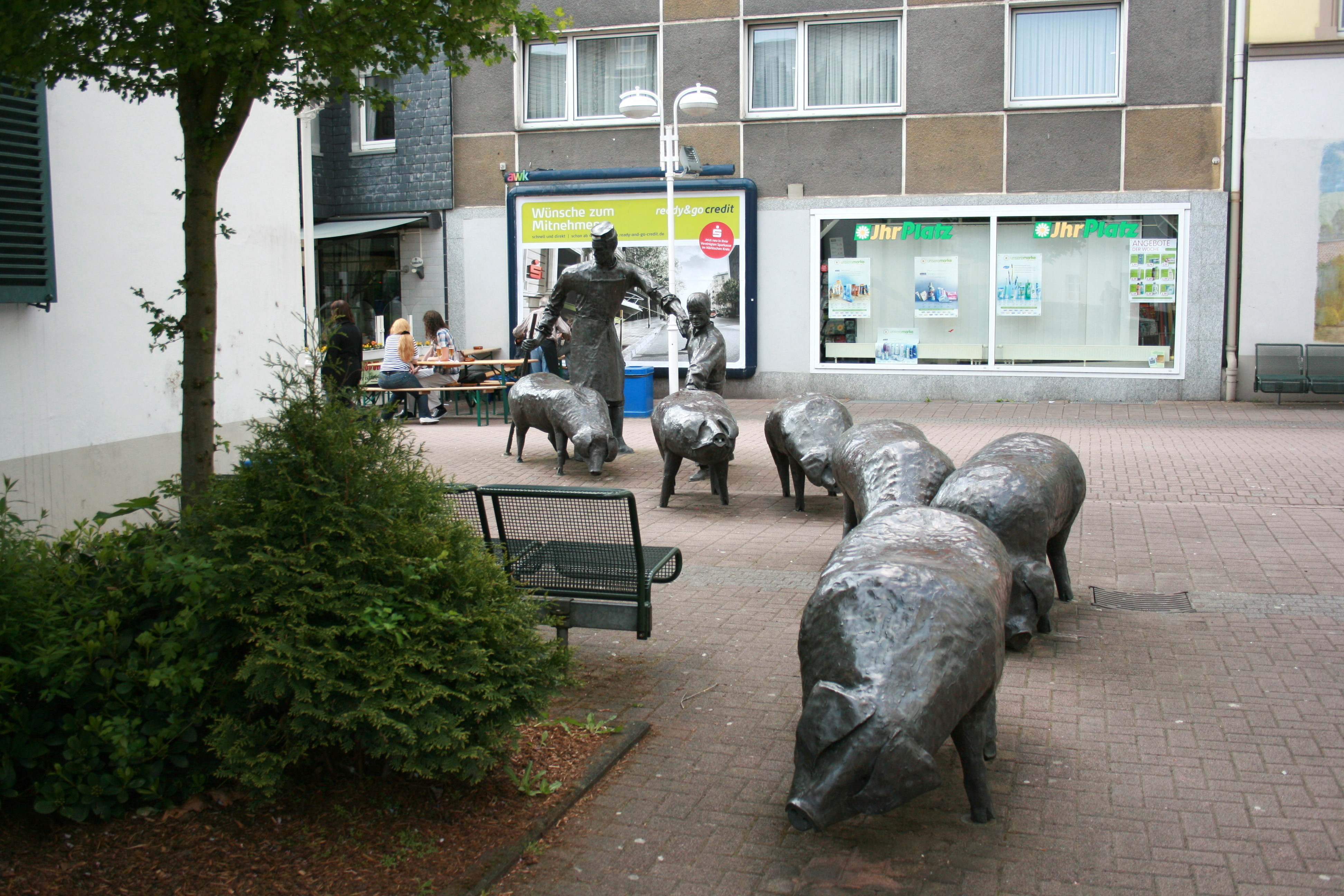
Schweinegruppe in Werdohl

Für seine Heimatstadt schuf er eine Anzahl bedeutender Werke. Der Vier-Täler-Brunnenam Osttor gehört ebenso dazu wie die Engelbert-Skulptur auf dem Graf-Engelbert-Platz und die Holzskulptur Warten auf den Regenbogen. Seine letzte Arbeit für seine Heimatstadt war das Kristallkreuz in der Christuskirche. Werke im Märkischen Kreis mit hohem Bekanntheitsgrad sind der Pott Jost und die Zöger-Skulptur in Altena sowie die Schweinegruppe in Werdohl. Im weiteren Bundesgebiet stehen Werke von Klassen in Starnberg, auf Norderney und in Steinen an der Straße. Neben Skulpturen fertigte er auch Holzschnitte an.